# San Nicolás de Bari

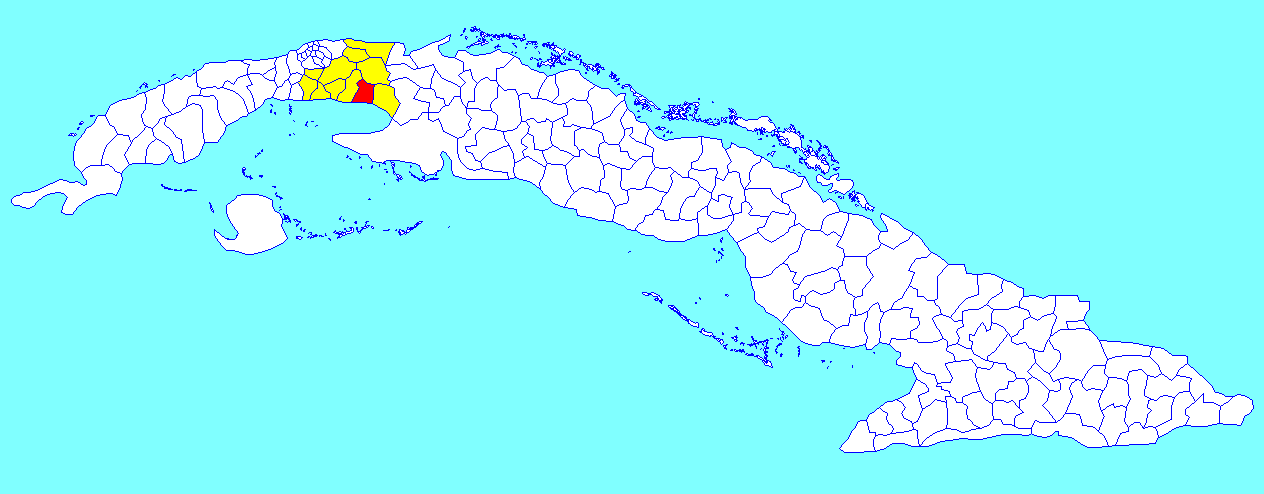
San Nicolás de Bari (vermelha) na província
de Mayabeque (amarelo) na ilha de Cuba

San Nicolás de Bari é um município de Cuba pertencente à província de Mayabeque . Seu território cobre una extensão de 496 km², ao leste limita com o município de Nueva Paz, ao norte com o de Madruga, ao noroeste com Güines, ao leste com Melena del Sur, e ao sul se encontra com o golfo de Batabanó.

## Dados
- Padroeiro: San Nicolás de Bari
- População: A população deste município em 1953 era de 20 232 habitantes.
- Jurisdição: Em 1940 o termo municipal de San Nicolás era parte do partido judicial e da zona fiscal de Güines. Antigamente foi partido de segunda classe.
- Bairros: Os bairros de San Nicolás em 1943 eram: Babiney Prieto, Barbudo, Caimito, Gabriel, Jobo, Pipián, Pueblo y Paradero, e Zaldívar.